# Тиламук (Орегон)
Тиламук (енгл. Tillamook) град је у америчкој савезној држави Орегон.

## Демографија
По попису из 2010. године број становника је 4.935, што је 583 (13,4%) становника више него 2000. године.
| Група             | 2000.         | 2010.         |
| Белци             | 3.721 (85,5%) | 3.821 (77,4%) |
| Афроамериканци    | 7 (0,2%)      | 10 (0,2%)     |
| Азијати           | 31 (0,7%)     | 52 (1,1%)     |
| Хиспаноамериканци | 484 (11,1%)   | 847 (17,2%)   |
| Укупно            | 4.352         | 4.935         |